# Storblomstret brunelle
Storblomstret brunelle (Prunella grandiflora) er en 5-30 cm høj urt, der ligner alm. brunelle, men blomsterne er lidt forskellige, idet midtfligen i bægerets overlæbe kun er en til to gange bredere end lang. I Danmark vokser den kun på kalkholdige kystskrænter i Hornsherred på Sjælland. Arten er rødlistet og fredet i Danmark.

## Beskrivelse
Storblomstret brunelle er en flerårig urt med en opstigende vækst. Stænglerne er firkantede og hårede. Den grundstillede bladroset består af ægformede og helrandede blade, mens de modsatte stængelblade er ægformede til elliptiske og helrandede eller forsynet med uregelmæssige takker langs randen. Over- og undersiderne er ensartet græsgrønne og hårklædte.
Blomstringen sker i juli-august, hvor man ser de endestillede kranse af blomster. De enkelte blomster er uregelmæssige og violette med en meget bred overlæbe. Frugterne er kapsler med nogle få frø i hver.
Rodnettet består af den skråtstillede eller næsten vandrette jordstængel, som bærer de trævlede rødder. Nedliggende stængler er ofte rodslående og rosetdannende.
Højde x bredde og årlig tilvækst: 0,30 x 0,20 (30 x 20 cm/år).

## Voksested
Storblomstret brunelle hører hjemme i det meste af Europa (herunder – omend sjælden – i Danmark). Den foretrækker lysåbne og tørre overdrev og skrænter, gerne med næringsfattig, men kalkholdig jord.
I de såkaldte "Hvide Karpater" (Mähren, Tjekkiet) er der opstået en kulturskabt steppe efter afskovning i oldtiden, og den har en meget artsrig vegetation. Her findes storblomstret brunelle sammen med bl.a. bakkestar, bakkestilkaks, bjergkløver, dansk kambunke, dunet vejbred, engsalvie, knoldet mjødurt, opret hejre, Polygala comosa (en art af mælkeurt) og stor knopurt.
I Danmark er den fredet, og regnet som en truet art på den danske rødliste.